# Gustaf Carlson
Gustaf Johannes Carlson (ur. 22 lipca 1894 w Sztokholmie, zm. 12 sierpnia 1942 tamże) – piłkarz szwedzki grający na pozycji obrońcy. W swojej karierze rozegrał 14 meczów w reprezentacji Szwecji.

## Kariera klubowa
W swojej karierze piłkarskiej Carlson grał w klubie Mariebergs IK ze Sztokholmu.

## Kariera reprezentacyjna
W reprezentacji Szwecji Carlson zadebiutował 24 października 1915 roku w wygranym 5:2 towarzyskim meczu z Norwegią, rozegranym w Sztokholmie. W 1924 roku zdobył ze Szwecją brązowy medal na igrzyskach olimpijskich w Paryżu. Od 1915 do 1924 roku rozegrał w kadrze narodowej 14 spotkań.

## Kariera trenerska
Po zakończeniu kariery piłkarskiej Carlson został trenerem. W latach 1938–1942 był selekcjonerem reprezentacji Szwecji.